# NGC 2757
NGC 2757 is een hemelobject van drie sterren, een driehoek vormend in het sterrenbeeld Waterslang. Het hemelobject werd in 1886 ontdekt door de Amerikaanse astronoom Frank Muller.

## Synoniemen
- ESO 564-**18